# Kaijutitan
Kaijutitan maui
Genre
Espèce
Kaijutitan (signifiant « titan Kaiju » d'après le type de monstres des films japonais) est un genre fossile de dinosaure titanosaure basal de la formation Sierra Barrosa de la province de Neuquén en Argentine. L'espèce type, et la seule espèce, est Kaijutitan maui.

## Découverte et dénomination
Kaijutitan a été découvert par une équipe de chercheurs du Museo Municipal Argentino Urquiza et du Museo Provincial de Ciencias Naturales « Prof. Dr. Juan Olsacher » d'une couche de la formation Sierra Barrosa (en), à Cañadón Mistringa, à environ 9 km au sud-ouest de la ville de Rincón de los Sauces, à Neuquen, Argentine.

## Description
Kaijutitan est connu grâce à l'holotype MAU-Pv-CM-522, stocké au Museo Municipal Argentino Urquiza, Paleontología de Vertebrados, Cañadón Mistringa, qui est un squelette partiel préservant des éléments de plusieurs parties du squelette.
Il se distingue des autres titanosaures par la possession de traits uniques : la largeur entre les tubérosités basales est presque quatre fois la largeur du foramen magnum ; le foramen de l'artère carotide interne est situé à l'arrière du basiptérygoïde, presque au milieu de la distance entre le basiptérygoïde et les tubérosités basales ; les vertèbres cervicales antérieures ont des épines neurales bifides ; un tubercule médial situé en arrière des deux métapophyses sur les deux vertèbres cervicales ; une lame spinoprézygapophysaire bifurquée dans le secteur rachidien, générant des cavités pneumatiques profondes allongées sur les vertèbres cervicales antérieures ; une quille postéro-ventrale sur les vertèbres cervicales antérieures, générée par la convergence de deux crêtes issues du bord inférieur de la parapophyse ; une lame accessoire qui va de la lame spinoprézygapophysaire jusqu'à la lame spinoprézygapophysaire de la vertèbre cervicale ; absence d'excroissances pneumatiques proximales dans les côtes dorsales ; la lame préspinale est triangulaire, qui est le produit d'une expansion dorsale dans la vertèbre caudale antérieure ; l'absence d'un processus ventro-médial dans la partie inférieure de la scapula ; le condyle tibial proximal est étroit, avec son grand axe orienté antéro-postérieurement ; la crête cnémiale tibiale se projette vers l'avant ; et foramina à la base du processus ascendant de l'astragale.

## Classification
Pour tester la position systématique de Kaijutitan, une analyse phylogénétique a été menée pour résoudre ses affinités. Un cladogramme simplifié, montrant les résultats de l'analyse, est présenté ci-dessous.
|  | Andesaurus   |
|  |              |
|  | Wintonotitan |
|  |              |

|  | Kaijutitan                                                        |
|  |                                                                   |
|  | \| \| Epachthosaurus \| \| \| \| \| \| Eutitanosauria \| \| \| \| |
|  |                                                                   |
|  | Epachthosaurus                                                    |
|  |                                                                   |
|  | Eutitanosauria                                                    |
|  |                                                                   |

|  | Epachthosaurus |
|  |                |
|  | Eutitanosauria |
|  |                |

|  | Andesaurus   |
|  |              |
|  | Wintonotitan |
|  |              |

|  | Kaijutitan                                                        |
|  |                                                                   |
|  | \| \| Epachthosaurus \| \| \| \| \| \| Eutitanosauria \| \| \| \| |
|  |                                                                   |
|  | Epachthosaurus                                                    |
|  |                                                                   |
|  | Eutitanosauria                                                    |
|  |                                                                   |

|  | Epachthosaurus |
|  |                |
|  | Eutitanosauria |
|  |                |